# Stargate (Musikproduzenten)
Stargate ist ein norwegisches Musikproduzenten- und Songwriterteam. Es wurde 1997 von Tor Erik Hermansen, Mikkel Storleer Eriksen und Hallgeir Rustan in Trondheim gegründet.

## Karriere
Erste Erfolge konnten Stargate mit der Produktion des Albums Curious der norwegischen Sängerin Noora Noor 1999 erzielen. In den folgenden Jahren machten sie sich durch ihre Arbeiten für Blue, Mis-Teeq und Atomic Kitten, vor allem im Vereinigten Königreich, einen Namen. Im Frühjahr 2005 siedelten Hermansen und Eriksen, Rustan hatte inzwischen Stargate verlassen, nach New York um. 2006 gelang ihnen mit So Sick von Ne-Yos Debütalbum In My Own Words der internationale Durchbruch. Das Lied erreichte unter anderem Platz 1 der US-Billboard-Charts.
Im Jahr 2010 gehörten sie zu den erfolgreichsten Produzenten weltweit, die mit ihrer Arbeit für Rihanna (Rude Boy, Te Amo. Only Girl (In The World)), Ne-Yo (Beautiful Monster) und Katy Perry (Firework) mehrere Top-Hits landen konnten. 
Im Mai 2012 erschien die Single R.I.P. von Rita Ora, die von Stargate mit Chase & Status produziert wurde. Der Titel stieg in Großbritannien auf Platz 1 in den Charts ein und enthält zahlreiche Elemente des Dubstep, wie zum Beispiel den charakteristischen Wobble Bass. Mit der aus Australien stammenden Sia Furler und in Zusammenarbeit mit Benjamin „Benny Blanco“ Levin und Jan Vollers produzierte Stargate die erste Singleauskopplung Diamonds des Rihanna Albums Unapologetic, das am 16. November 2012 in Deutschland erschien.

## Auszeichnungen (Auswahl)
- 2008: Rolling Stone: Best Hitmakers[4]
- 2009: ASCAP: Songwriter of the Year[5]
- 2009: Grammy Award for Best R&B Song (mit Ne-Yo)

## Diskografie

### Singles als Leadmusiker
- 2001: Wilder (feat. Tyler)
- 2002: Easier Said Than Done
- 2017: Waterfall (feat. P!nk & Sia)
- 2018: 1Night (feat. PartyNextDoor, 21 Savage & Murda Beatz)
- 2018: Folk er fake (feat. OnklP & Unge Ferrari)
- 2018: Be Right Here (mit Kungs feat. GOLDN)
- 2018: Voodoo Magic (mit Netsky feat. Toulouse)

### Singles als Gastmusiker
- 2017: Carry You Home (Tiësto feat. Stargate & Aloe Blacc)

### Als Produzenten (Auswahl)
- 2003: Smile (Star Search 1 – The Kids)
- 2005: In My Own Words (Ne-Yo)
- 2005: Music of the Sun (Rihanna)
- 2006: A Girl Like Me (Rihanna)
- 2006: B’Day (Beyoncé)
- 2007: Good Girl Gone Bad (Rihanna)
- 2008: Jennifer Hudson (Jennifer Hudson)
- 2008: Shontelligence (Shontelle)
- 2010: Rated R (Rihanna)
- 2010: No Boys Allowed (Keri Hilson)
- 2011: Roll Up (Wiz Khalifa)
- 2011: Black and Yellow (Wiz Khalifa)
- 2012: Let Me Love You (Ne-Yo)
- 2013: The Fox (Ylvis)